# Mistrovství světa v cyklokrosu 1953
4. mistrovství světa v cyklokrosu se konalo 8. března 1953 v Oñati ve Španělsku. K závodu bylo přihlášeno 43 závodníků, jeden ale k závodu nenastoupil a dalších devět ho nedokončilo. Do cíle tak dojelo 33 závodníků. Trať závodu byla dlouhá 21,727 km. Zvítězil Roger Rondeaux z Francie s téměř minutovým náskokem před Gilbertem Bauvinem. S dvouminutovou ztrátou dojel třetí André Dufraisse. Všichni medailisté byli z Francie.

## Přehled
| Poř.             | Jméno                   | Čas             |
| Zlatá medaile    | Roger Rondeaux          | 1 h 00 min 22 s |
| Stříbrná medaile | Gilbert Bauvin          | + 0 min 54 s    |
| Bronzová medaile | André Dufraisse         | + 2 min 00 s    |
| 4                | Hans Bieri              | + 2 min 45 s    |
| 5                | Joaquin Filba           | + 2 min 55 s    |
| 6                | Pierre Jodet            | + 3 min 02 s    |
| 7                | Juan Aguirrezabal       | + 3 min 08 s    |
| 8                | Alex Close              | + 3 min 35 s    |
| 9                | Johny Goedert           | + 4 min 05 s    |
| 10               | Roger Declercq          | + 4 min 45 s    |
| 11               | Firmin Van Kerrebroek   |                 |
| 12               | Albert Meier            |                 |
| 13               | Luigi Malabrocca        |                 |
| 14               | Marco Thewes            |                 |
| 15               | Pitty Scheer            |                 |
| 16               | Walter Böss             |                 |
| 17               | Roland Fantini          |                 |
| 18               | Cosme Barrutia          |                 |
| 19               | Willy Kemp              |                 |
| 20               | Paul Nyman              |                 |
| 21               | Miguel Chacon           |                 |
| 22               | José Michelena          |                 |
| 23               | Heinrich Ruffenach 1    |                 |
| 24               | Graziano Petrusi        |                 |
| 25               | Sergio Toigo            |                 |
| 26               | Franz Reitz1            |                 |
| 27               | Calixte Van Steenbrugge |                 |
| 28               | Mario Rossi             |                 |
| 29               | Günter Debusmann1       |                 |
| 30               | W. Parrott              |                 |
| 31               | Harald Sutter1          |                 |
| 32               | Edney                   |                 |
| 33               | K. Edward               |                 |
|                  | Jean Robic              | nedokončil      |
|                  | Georges Furnière        | nedokončil      |
|                  | Ulisse Gatto            | nedokončil      |
|                  | Brock                   | nedokončil      |
|                  | McAteer                 | nedokončil      |
|                  | Lothar Friederich1      | nedokončil      |
|                  | Josef Rupp1             | nedokončil      |
|                  | Edi Ziegler1            | nedokončil      |
|                  | Fritz Schär             | nedokončil      |
|                  | Oskar Zeissner1         | nenastoupil     |

Poznámka:

1 - amatér